# Johann Christoph von Naumann
Johann Christoph von Naumann (Dresda, 30 marzo 1644 – Dresda, 8 gennaio 1742) è stato un ingegnere, architetto e militare tedesco.

## Biografia

### Famiglia e istruzione

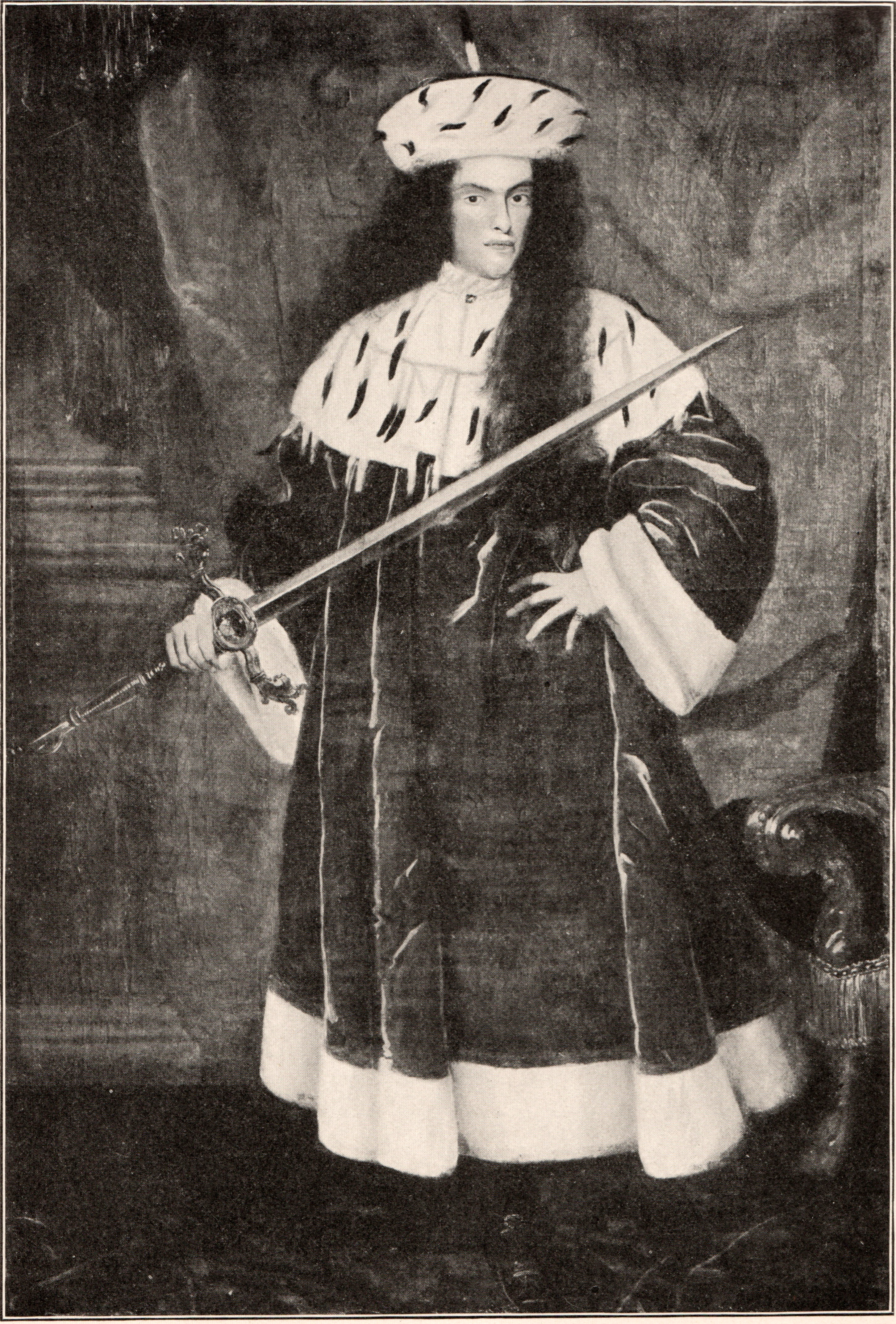
Giovanni Giorgio IV di Sassonia

Era il figlio di Johann Friedrich von Naumann e Anna Salome von Elb. Il suo primo matrimonio fu con una baronessa von Schmiedel e intorno al 1720 sposò Catharina Elisabeth Jauch (1671–1736). Suo cognato era Joachim Daniel von Jauch (1688–1754). I suoi figli furono il colonnello elettorale sassone Johann Christoph von Naumann il Vecchio (intorno al 1691–1779) e il tenente colonnello reale polacco Franz Rudolph von Naumann (1703–1755). Suo nipote Franz Heinrich von Naumann (1749–1795) era conosciuto come pittore di vedute dell'Alto Principato di Salisburgo. Ricevette la conferma della nobiltà imperiale nel 1733. La discendenza da Wenzel von Naumann, Cancelliere del Ducato di Pomerania, rivendicata nella Lexikon universale di Zedler del 1740 venne  chiarita. Suo nipote era il filosofo e scrittore Christian Nicolaus Naumann (1726-1790).
Studiò artiglieria e fortificazione a Dresda e nel 1684/1685 intraprese un viaggio educativo attraverso Danimarca, Svezia, Paesi Bassi e Inghilterra al seguito del principe elettore Giovanni Giorgio IV.

### Carriera
Di conseguenza, prese parte alle campagne imperiali e sassoni in tutte le principali guerre del suo tempo, nella Grande guerra turca, in quella del Palatinato, nella Guerra di successione spagnola e nella Grande guerra del Nord. Combatté in diverse battaglie famose e si distinse ripetutamente per il suo coraggio. Nel 1686 combatté come volontario, col grado di capitano, sotto il duca Carlo di Lorena durante l'assedio di Buda e fu uno dei primi ad entrare nella fortezza. Nel 1688 fu coinvolto nell'assalto di Belgrado e successivamente negli assedi di Magonza e Namur. Nel 1699 fu membro dell'ambasciata imperiale al momento dell'accordo di pace con i turchi a Karlowitz, disegnò i confini negoziati e poi fu ingegnere di frontiera imperiale con il compito di radere al suolo i luoghi fortificati dei turchi sul fiume Muros e costruire nuove fortificazioni.
Nel 1704 entrò al servizio dell'elettore sassone e re polacco Augusto il Forte come ingegnere maggiore. Nel 1714 divenne tenente colonnello e nel 1724 colonnello nel corpo di ingegneria. Nel 1706 combatté vittoriosamente contro il generale svedese Mardefeld come quartiermastro generale di Augusto il Forte nella battaglia di Kalisch. Nel 1708 combatté sotto il duca di Marlborough e il principe Eugenio di Savoia nella battaglia di Oudenaarde. Riorganizzò l'artiglieria sassone e il sistema di fortificazioni. Nel 1705 divenne ispettore delle fortezze sassoni. Nel 1730 prese parte alle manovre a Zeithain del personale dell'elettore.
Parallelamente alle sue missioni di guerra, Naumann studiò, da autodidatta, architettura civile. Nel 1707 fece un altro viaggio di studio in Paesi Bassi, Inghilterra e Italia.
Fu l'architetto di corte fino alla morte di Augusto il Forte. In questa funzione organizzò l'edilizia reale in Polonia tra il 1710 e il 1715. Dal 1721 al 1733 realizzò la sua principale opera strutturale, il primo complesso del casino di caccia di Hubertusburg (poi ricostruito) nei pressi di Oschatz, a quel tempo l'edificio più grande della Sassonia. Nel 1705 divenne direttore dell'illuminazione della città di Dresda, che aveva realizzato. Dal 1711 fu direttore del dipartimento edile. La relativa supervisione dei progetti di edilizia civile nel paese, per i quali dovevano essere richiesti sussidi statali, divenne successivamente l'area di responsabilità più importante di Naumann e, dopo il 1733, l'unica. È considerato il fondatore della moderna polizia edile in Sassonia e impose numerose norme antincendio per contenere gli incendi cittadini precedentemente frequenti e devastanti. Naumann è considerato uno degli architetti del barocco di Dresda.

## Opere

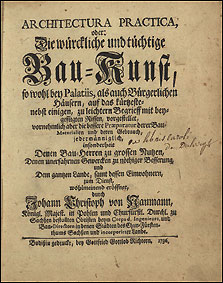
Architectura practica (frontespizio)

## Opere sull'architettura
- Discurs von einer neuen Manier in der Circular-Fortification 1706.
- Vorstellung des Jagt-Palaies Hubertusburg, Welches nach Königlicher Majest. von Pohlen und Churfürstl. Durchl. zu Sachsen entwurff, vor Ihro Hoheit Dero Königl. Prinzen aufgeführet worden. Dresden 1727.
- Architectura Practica, oder: Die würckliche und tüchtige Bau-Kunst, so wohl bey Palatiis, als auch Bürgerlichen Häusern, Bautzen 1736 (Versione digitalizzata)

### Opere architettoniche
- 1705 Costruzione dell'illuminazione pubblica della città di Dresda
- 1707 architettura del giardino Rosental a Lipsia, simile a un parco
- 1713 progettazione dell'architettura del giardino del Palazzo Sassone a Varsavia
- 1715–1718 costruzione di una torre barocca sulla Reichenturm a Bautzen
- 1721–1733 Castello di Hubertusburg a Wermsdorf
- 1724–1725 Casa Bortenreuther a Schneeberg
- 1728 Palais Teschen, oggi Palazzo Brühl-Marcolini a Dresda
- 1729–1732 Ricostruzione del municipio di Bautzen
- 1736–1741 Casa Siegertsche a Chemnitz
- 1738 Ricostruzione del municipio bruciato a Lommatzsch
- 1751 (postumo, in forme semplificate secondo i piani di Naumann) municipio di Annaberg

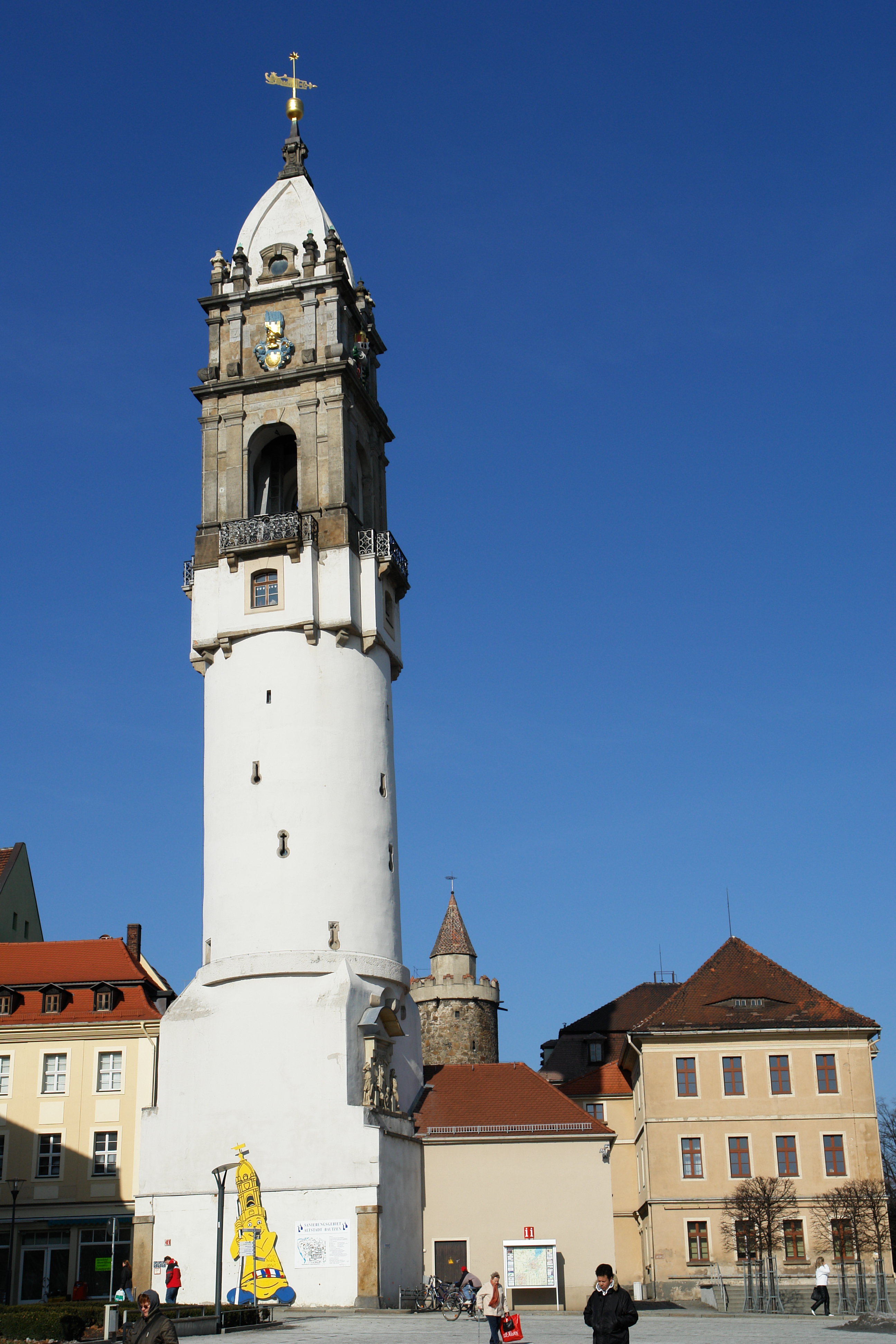
Reichenturm a Bautzen
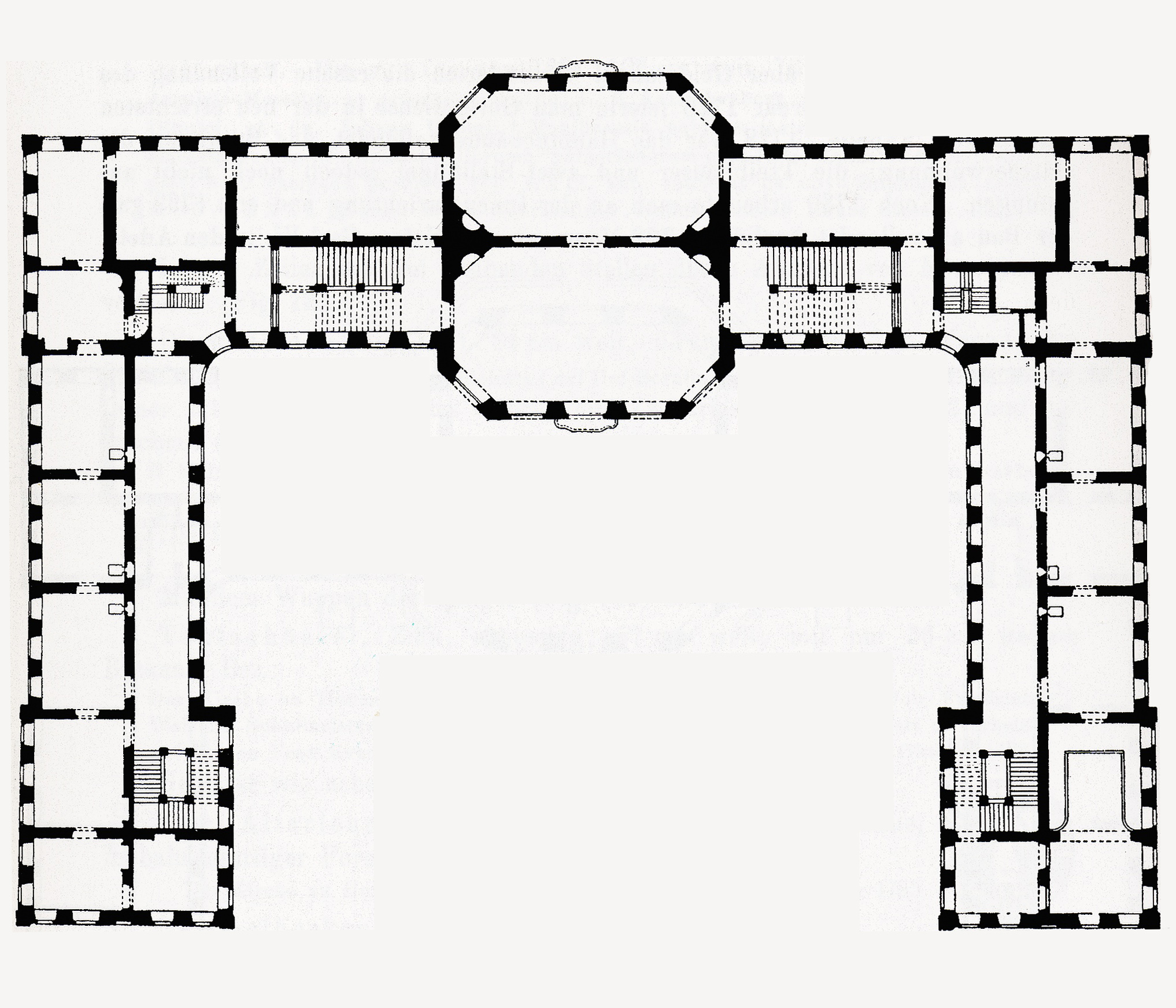
Hubertusburg primo palazzo
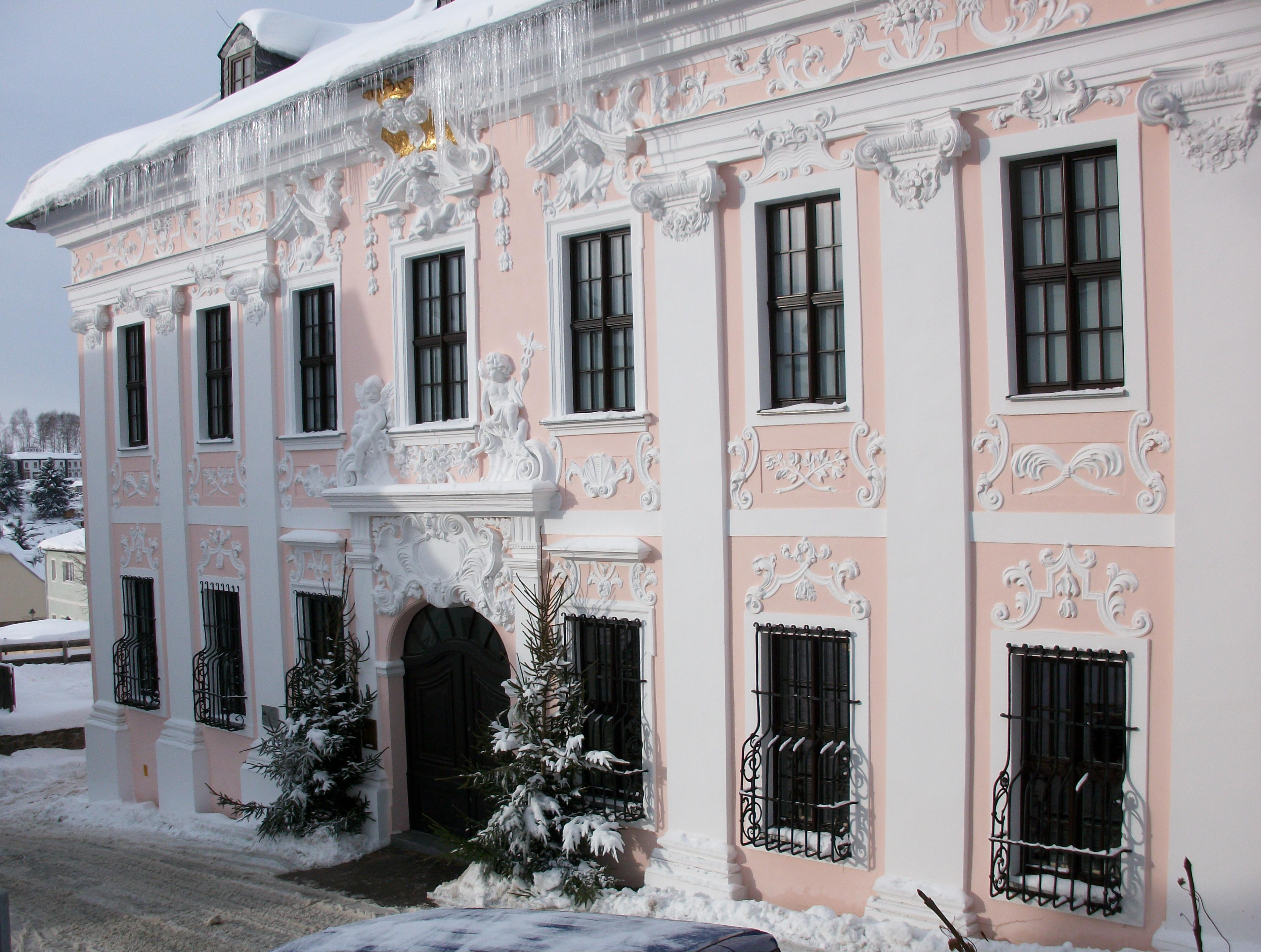
Bortenreuther Haus a Schneeberg
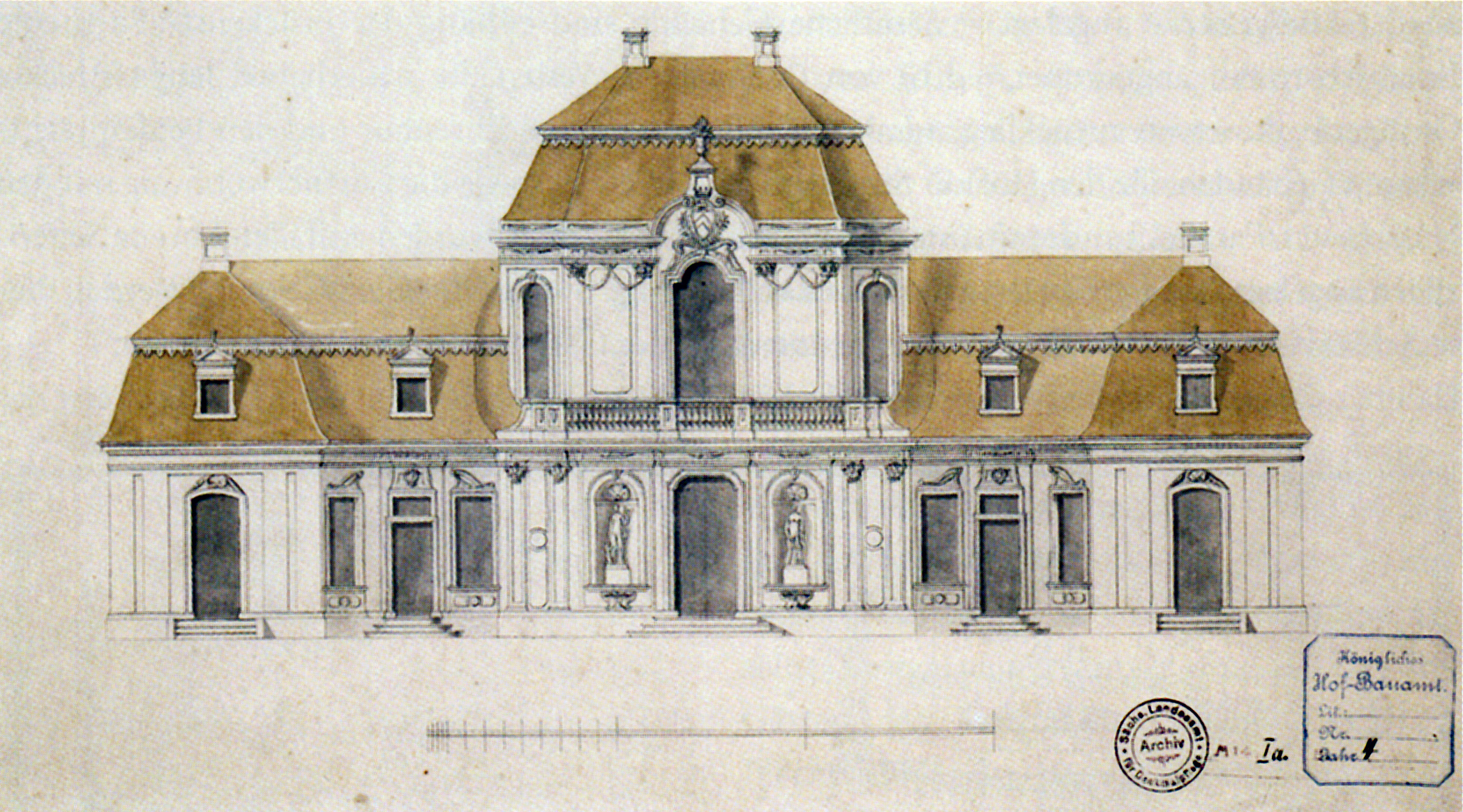
Marcolinipalais
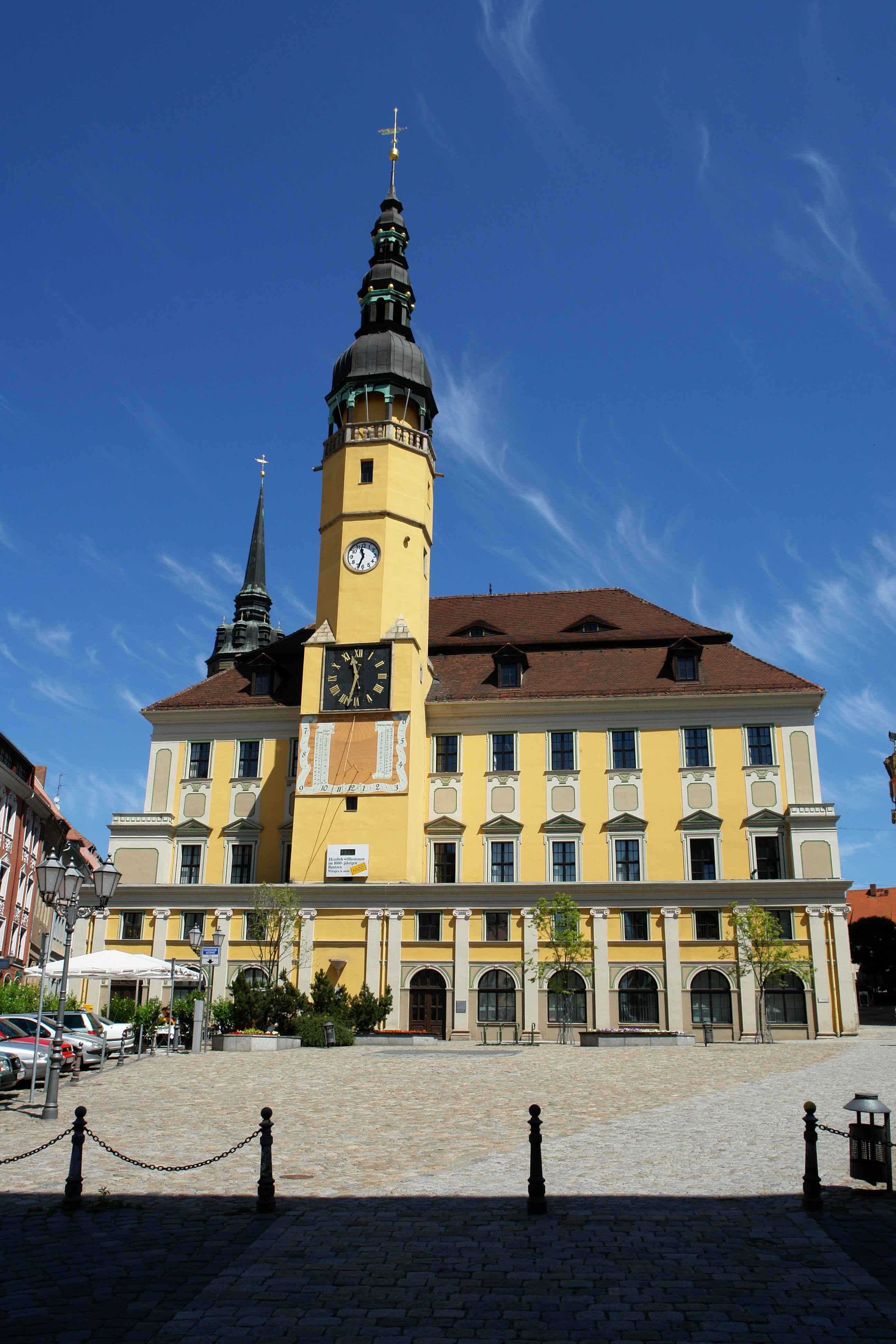
Rathaus Bautzen
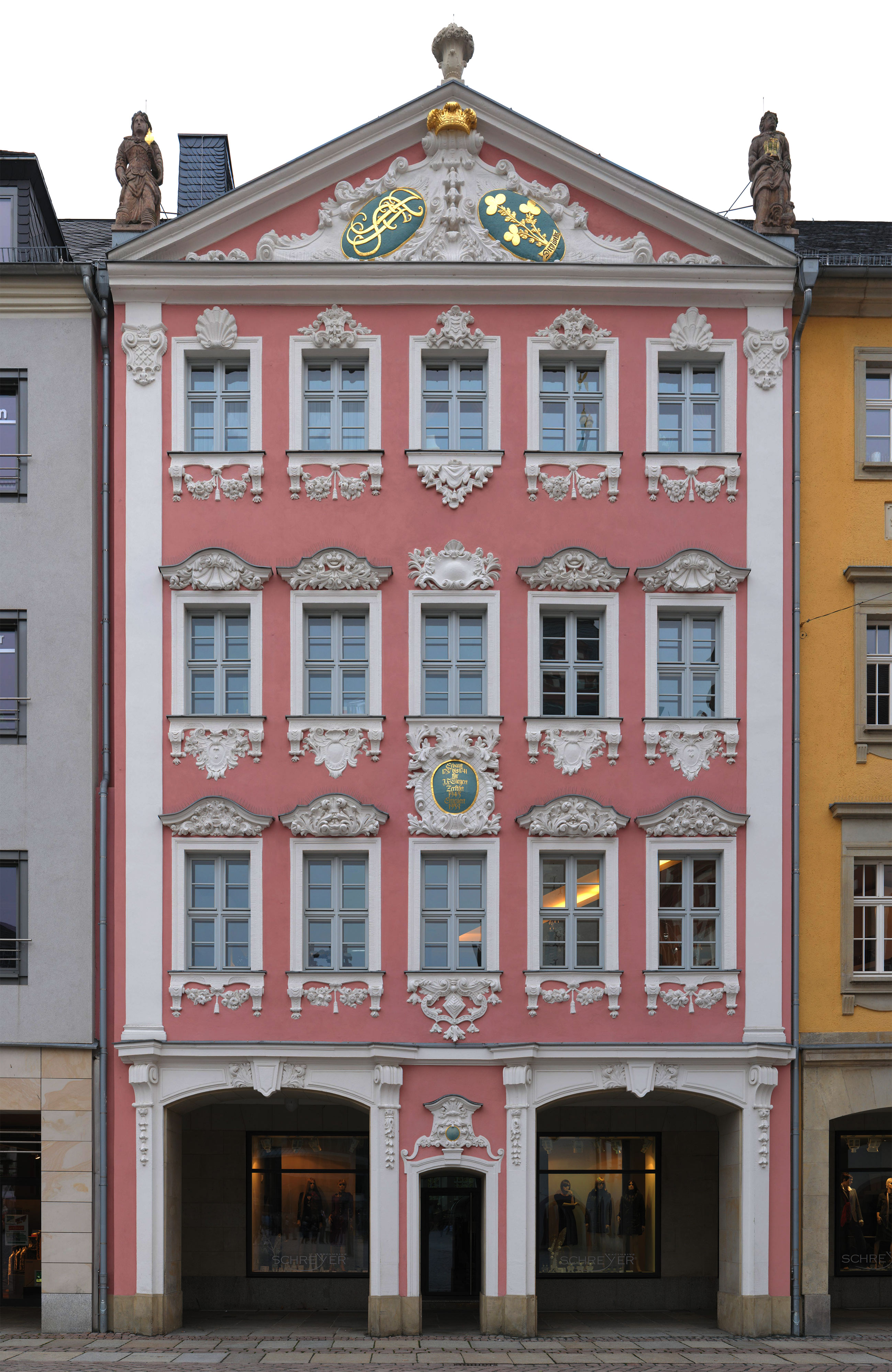
Siegertsches Haus a Chemnitz

### Mappe
- 1741 Creazione della seconda pianta della città più antica di Radeberg (Archivio di Stato di Dresda)